# LSM7
LSM7 (англ. LSM7 homolog, U6 small nuclear RNA and mRNA degradation associated) – білок, який кодується однойменним геном, розташованим у людей на короткому плечі 19-ї хромосоми. Довжина поліпептидного ланцюга білка становить 103 амінокислот, а молекулярна маса — 11 602.
| 10         |  | 20         |  | 30         |  | 40         |  | 50         |
| ---------- |  | ---------- |  | ---------- |  | ---------- |  | ---------- |
| MADKEKKKKE |  | SILDLSKYID |  | KTIRVKFQGG |  | REASGILKGF |  | DPLLNLVLDG |
| TIEYMRDPDD |  | QYKLTEDTRQ |  | LGLVVCRGTS |  | VVLICPQDGM |  | EAIPNPFIQQ |
| QDA        |  |            |  |            |  |            |  |            |

A: Аланін

C: Цистеїн

D: Аспарагінова кислота

E: Глутамінова кислота

F: Фенілаланін

G: Гліцин

I: Ізолейцин

K: Лізин

L: Лейцин

M: Метіонін

N: Аспарагін

P: Пролін

Q: Глутамін

R: Аргінін

S: Серин

T: Треонін

V: Валін

Кодований геном білок за функцією належить до рибонуклеопротеїнів. 
Задіяний у таких біологічних процесах, як процесинг мРНК, сплайсинг мРНК, ацетилювання. 
Білок має сайт для зв'язування з РНК. 
Локалізований у ядрі.